# Danubia
Danubia je nákupní centrum v Bratislavě v místní části Petržalka na zdejší Panonské ulici. Otevřeno bylo v roce 2000 a v tím se stalo prvním nákupním centrem s hypermarketem v Bratislavě. Má rozlohu 30 000 m² a nachází se v něm kolem 30 obchodů a hypermarket Kaufland. Objekt obchodního centra stojí v Panonské ulici v místech, kde se nachází také nákupní centrum s hypermarketem firmy Tesco a dále supermarket Terno-Jednota.